# Шчечинско-Каменска архиепархия
Шчечинско-Каменската архиепархия (на полски: Archidiecezja szczecińsko-kamieńska; на латински: Archidioecesis Sedinensis-Caminensis) е една от 14-те архиепархии на католическата църква в Полша, западен обред. Част е от Шчечинско-Каменската митрополия.
Шчечинско-Каменската епархия е установена на 28 юни 1972 година от папа Павел VI, със статут на суфраганна епископия на Гнезненската митрополия. Наследява епископската традиция на Поморската (Каменска) епархия, създадена през 1140 година, със столица Волин, а от 1188 година Камен Поморски. Издигната е в ранг на архиепархия и център на новосъздадената Шчечинско-Каменска митрополия с булата „Totus Tuus Poloniae Populus“ на папа Йоан-Павел II от 25 март 1992 година. Заема площ от 12 754 км2 и има ок. 1 000 000 верни. Седалище на архиепископа е град Шчечин.

## Деканати
В състава на архиепархията влизат тридесет и шест деканата.
| - Деканат „Бане“ - Деканат „Барлинек“ - Деканат „Волин“ - Деканат „Дембно“ - Деканат „Дравно“ - Деканат „Голеньов“ - Деканат „Голчево“ - Деканат „Грифино“ - Деканат „Грифице“ - Деканат „Инско“ - Деканат „Камен Поморски“ - Деканат „Колбач“ | - Деканат „Липяни“ - Деканат „Лобез“ - Деканат „Машево“ - Деканат „Мешковице“ - Деканат „Мишлибож“ - Деканат „Новогард“ - Деканат „Полице“ - Деканат „Пижице“ - Деканат „Реско“ - Деканат „Старгард-Всхуд“ - Деканат „Старгард-Захуд“ - Деканат „Сухан“ | - Деканат „Тшебятов“ - Деканат „Хойна“ - Деканат „Хошчно“ - Деканат „Цединя“ - Деканат „Шчечин-Домбне“ - Деканат „Шчечин-Желехово“ - Деканат „Шчечин-Небушево“ - Деканат „Шчечин-Погодно“ - Деканат „Шчечин-Поможани“ - Деканат „Шчечин-Слонечне“ - Деканат „Шчечин-Шрудмешче“ - Деканат „Швиноуйшче“ |